# دره قلعه

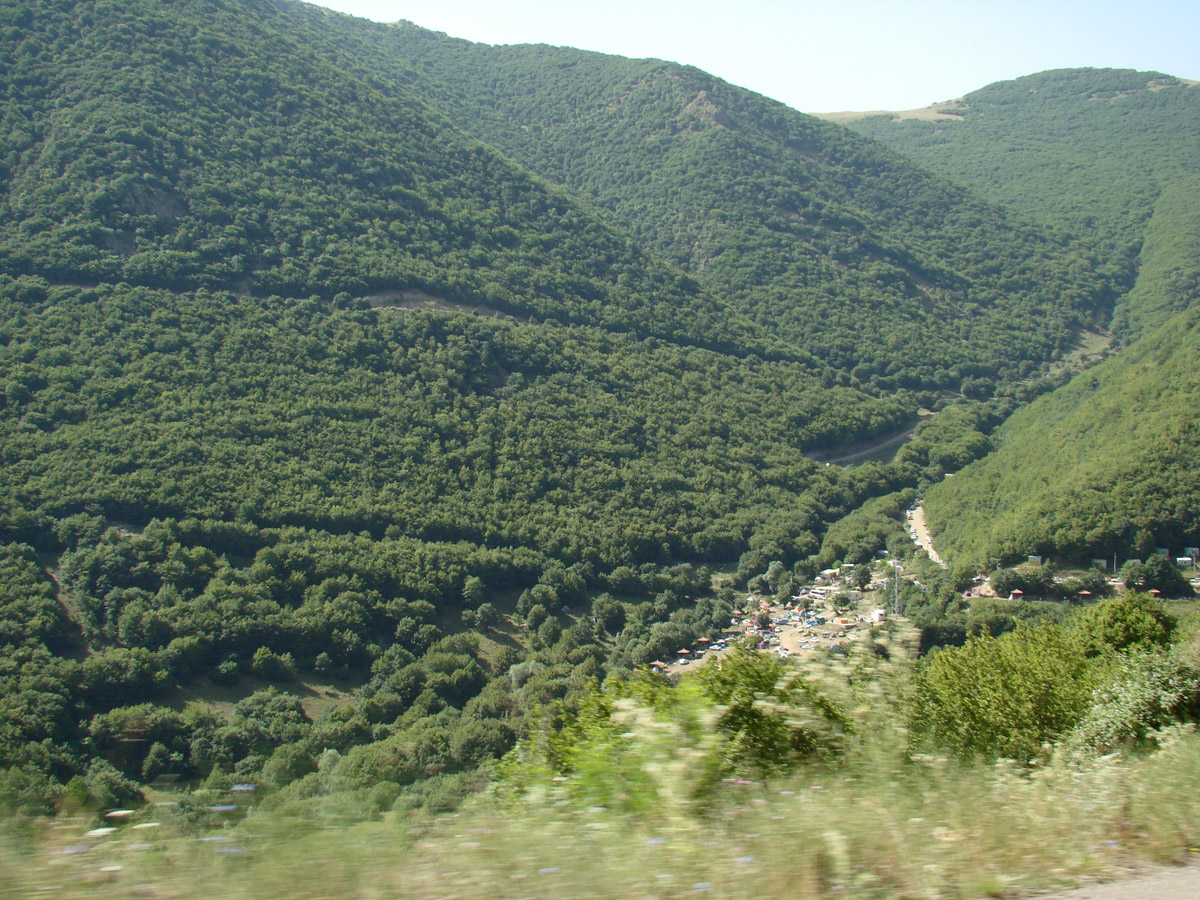
قلعه دره سی جنگلهای ارسباران

دره قلعه (قلعه دره‌سی) دره‌ای جنگلی و سرسبز است که در میان جنگل‌های ارسباران در شمال استان آذربایجان شرقی و در جنوب قلعه بابک واقع شده‌است. این دره صعب‌العبورترین مسیرهای صعود به قلعه بابک را داراست.